# Río Maumee
El río Maumee (en inglés Maume River) es un río del  Medio Oeste de los Estados Unidos que fluye en dirección noreste por los estados de Indiana y Ohio hasta desaguar en el lago Erie, en la ciudad de Toledo. Tiene una longitud de 209 kilómetros y drena una cuenca de 16 458 km².
El río Maumee se forma en la ciudad de Fort Wayne (Indiana) (205 727 hab. en el censo de 2000), por la confluencia de los ríos St. Joseph y St. Marys —ambos de 160 km de longitud—, y discurre por una región famosa por su agricultura, conocida como glacial moraines. Sus principales afluentes son los ríos Tiffin (121 km) y Auglaize (160 km). Fue declarado «Ohio State Scenic River» el 18 de julio de 1974.